# Renaissance de Stavanger
La Renaissance de Stavanger (en norvégien : Stavangerrenessansen) est le nom donné à un mouvement artistique et culturel  qui s'est déroulé à Stavanger en Norvège dans la première partie du XVIIe siècle.

## Histoire
À l'époque, la Réforme protestante avait eu lieu dans la seconde partie du XVIe siècle, en particulier depuis l'édition de la Bible de Christian III. Les décors des églises n'avaient pas été modifiés depuis. 
Au début du XVIIe siècle, la Réforme est bien établie et les habitants veulent à la fois que les églises soient redécorées mais aussi que de nouvelles soient construites dans un style plus luthérien.

## Représentants
Le premier représentant de la Renaissance de Stavanger est le peintre allemand Peter Reimers. Les autres artistes importants de la Renaissance sont les peintres et artisans Gottfried Hendtzschel, Andrew Smith, le menuisier Thomas et Lauritz Snekker.